# Thomas Griffiths Wainewright
Pour les articles homonymes, voir Griffiths.
 (mars 2025).
Le contenu est difficilement compréhensible vu les erreurs de traduction, qui sont peut-être dues à l'utilisation d'un logiciel de traduction automatique.
 (mars 2025).
La mise en forme du texte ne suit pas les recommandations de Wikipédia : il faut le « wikifier ».
Les points d'amélioration suivants sont les cas les plus fréquents. Le détail des points à revoir est peut-être précisé sur la page de discussion.
- Les titres sont pré-formatés par le logiciel. Ils ne sont ni en capitales, ni en gras.
- Le texte ne doit pas être écrit en capitales (les noms de famille non plus), ni en gras, ni en italique, ni en « petit »…
- Le gras n'est utilisé que pour surligner le titre de l'article dans l'introduction, une seule fois.
- L'italique est rarement utilisé : mots en langue étrangère, titres d'œuvres, noms de bateaux, etc.
- Les citations ne sont pas en italique mais en corps de texte normal. Elles sont entourées par des guillemets français : « et ».
- Les listes à puces sont à éviter, des paragraphes rédigés étant largement préférés. Les tableaux sont à réserver à la présentation de données structurées (résultats, etc.).
- Les appels de note de bas de page (petits chiffres en exposant, introduits par l'outil «  Source ») sont à placer entre la fin de phrase et le point final[comme ça].
- Les liens internes (vers d'autres articles de Wikipédia) sont à choisir avec parcimonie. Créez des liens vers des articles approfondissant le sujet. Les termes génériques sans rapport avec le sujet sont à éviter, ainsi que les répétitions de liens vers un même terme.
- Les liens externes sont à placer uniquement dans une section « Liens externes », à la fin de l'article. Ces liens sont à choisir avec parcimonie suivant les règles définies. Si un lien sert de source à l'article, son insertion dans le texte est à faire par les notes de bas de page.
- La présentation des références doit suivre les conventions bibliographiques. Il est recommandé d'utiliser les modèles {{Ouvrage}}, {{Chapitre}}, {{Article}}, {{Lien web}} et/ou {{Bibliographie}}. Le mode d'édition visuel peut mettre en forme automatiquement les références.
- Insérer une infobox (cadre d'informations à droite) n'est pas obligatoire pour parachever la mise en page.

Pour une aide détaillée, merci de consulter Aide:Wikification.
Si vous pensez que ces points ont été résolus, vous pouvez retirer ce bandeau et améliorer la mise en forme d'un autre article.
Thomas Griffiths Wainewright (octobre 1794 – 17 août 1847) est un artiste, journaliste et auteur anglais. Il est aussi grandement suspecté d'être un tueur en série. Il eut une réputation de débauché et de dandy et, en 1837, fut déporté à la colonie pénitentiaire de Van Diemen's Land (aujourd'hui dans l'État australien de Tasmanie) pour fraudes à la Banque d'Angleterre. En tant que bagnard, il devint portraitiste pour l'élite de Hobart.
La vie de Wainewright a grandement suscité l'intérêt de personnalités littéraires renommées du XIXe siècle telles que Charles Dickens, Oscar Wilde ou  Edward Bulwer-Lytton. Certains d'entre eux ont exagéré les crimes dont il est suspecté, affirmant notamment qu'il transportait de la strychnine dans un compartiment spécial d'une bague à son doigt.

## Jeunesse
Thomas Griffiths Wainewright nait dans une famille aisée dans la ville de Richmond, dans la banlieue de Londres, en Angleterre. Il devient orphelin très jeune, sa mère étant morte en couches et son père peu après cette dernière. La mère de Wainewright, Ann, était la fille de Ralph Griffiths (1720–1803), rédacteur en chef pendant de nombreuses années du magazine littéraire Monthly Review . Le jeune Wainewright est élevé par ses grands-parents maternels à Linden House, dans la rue de Chiswick High Road, dans le quartier de Chiswick, situé à cette époque dans la périphérie rurale de Londres. À la mort de Griffiths, Wainewright est confié à son oncle maternel, George Griffiths. Il a probablement été ensuite éduqué par l'érudit Charles Burney, directeur de la Greenwich Academy.
Wainewright sert ensuite brièvement comme officier dans un régiment de yeomanry, après avoir acheté sa commission en 1814, mais reste seulement un peu plus d'un an, probablement en raison d'une grave maladie mentale. L'écrivain Havelock Ellis a suggéré que Wainewright ne fut plus jamais normal après cette période, alors qu'il était au bord de la folie ou y avait déjà succombé, et que cela avait contribué à ses crimes futurs.

## Carrière littéraire
En 1819, Wainewright se lance dans une carrière littéraire et commence à écrire pour le Literary Pocket-Book, leBlackwood's Magazine et The Foreign Quarterly Review . Il est cependant étroitement lié au London Magazine, auquel il contribue par des articles et des critiques d'art de 1820 à 1823, sous les pseudonymes de Janus Weathercock, Egomet Bonmot et Cornelius van Vinkbooms. Il est probable que le succès de Wainewright dans la publication soit en partie dû à la célébrité de son grand-père. Wainewright était ami avec Charles Lamb, qui appréciait ses écrits et qui, dans une lettre à Bernard Barton, l'appelait « Le gentil et joyeux Wainewright ».
Wainewright exerce également en tant qu'artiste et est formé par John Linnell et Thomas Phillips. Il réalise un portrait de Lord Byron ainsi que des illustrations pour les poèmes de William Chamberlayne, puis, de 1821 à 1825, expose des récits basés sur la littérature et la musique à la Royal Academy, avec notamment Romance from Undine, Paris in the Chamber of Helen et The Milkmaid's Song . Aucune de ces œuvres n’a survécu.
Dans les années 1960, l'auteur controversé Donald McCormick a affirmé que Wainewright était un ami de William Corder, le meurtrier de Maria Marten lors du meurtre de Red Barn à Polstead, dans le comté anglais de Suffolk, en 1827. On prétend que les deux hommes se seraient rencontrés lorsque Corder est allé à Londres et a rejoint certains cercles intellectuels. McCormick n'a pas été en mesure de fournir la moindre preuve à l'appui de ses affirmations lorsque l'auteur d'une biographie sur Wainewright datant de 2018 lui a posé la question.

## Mariage et vie de famille
Le 13 novembre 1817, Wainewright épouse Eliza Frances Ward. Il avait hérité de 5 250 £ de son grand-père, investi à la Banque d'Angleterre, mais n'avait pas pu toucher le capital, ne recevant que les dividendes de 200 £ par an ; le capital était en fiducie pour sa famille, Eliza et leur fils Griffiths. Cependant, son style de vie extravagant le mène à des dettes colossales. À deux reprises, Wainewright falsifie des signatures de procurations et retire d'importantes sommes de la Banque d'Angleterre, d'abord en 1822, puis en 1823. La deuxième fois, le compte reste vide.
En 1828, les Wainewright se retrouvent à nouveau en grande difficulté financière et sont contraints d'emménager chez le vieux George Griffiths, qui vit toujours dans le domaine Wainewright à Chiswick. Griffiths meurt dans d'atroces souffrances peu de temps après. La mère d'Eliza se remaria ensuite, devenant ainsi Mme Abercromby, et eut deux autres filles, Helen et Madalina, avant de redevenir veuve. Elles emménagèrent également dans le domaine Wainewright et Mme Abercromby régla son testament en faveur d'Eliza. Elle mourut peu de temps après.

## La mort d'Helen
À cause de ses habitudes extravagantes, Wainewright reste endetté. En 1830, lui et Eliza assuraient la vie de sa belle-sœur Helen auprès de diverses compagnies pour une somme de 16 000 £ (environ 1 955 250 euros en 2016). Elle décède en décembre de la même année après avoir montré des signes d'empoisonnement à la strychnine, bien qu'à l'époque il n'existait aucun test médico-légal pour le prouver. Lorsque les compagnies d'assurance le poursuivent en justice, Wainewright s'enfuit à Calais pour fuir l'enquête sur ses fraudes bancaires maintenant découvertes. Certains auteurs victoriens prétendent qu'il aurait aussi été emprisonné en tant que suspect avant d'être emprisonné pendant six mois. Cela n'est pas prouvé.
Il avait en sa possession une certaine quantité de strychnine et était largement soupçonné d'avoir empoisonné non seulement sa belle-sœur et son oncle, mais aussi sa belle-mère et un ami venant du comté de Norfolk, bien que cela n'ait jamais été prouvé. Il retourne à Londres en 1837, mais est bientôt arrêté pour falsification de billets de banque. Wainewright est ensuite envoyé à Hobart, sur la Terre de Van Dieman (dans l'actuelle Tasmanie), sur le navire de bagnards Susan, où il arriva le 21 novembre 1837. En prison, on lui aurait demandé s'il avait empoisonné Helen, ce à quoi il aurait répondu : « Oui, c'était une chose horrible à faire, mais elle avait des chevilles très épaisses. » On pense maintenant que la citation a été inventée par l'éditeur d'Oscar Wilde.

## Fin de vie

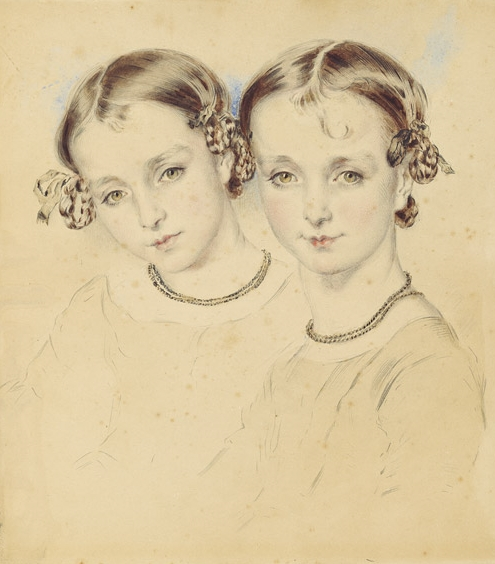
Les sœurs Cutmear, Jane et Lucy, vers 1842, Galerie nationale d'Australie

Au cours de ses dix années dans la colonie pénitentiaire, Wainewright finit par bénéficier d'une certaine liberté. Après avoir d'abord travaillé dans une équipe de routiers, il devint ensuite aide-soignant dans un hôpital et put travailler comme artiste, peignant des portraits dans les maisons de ses sujets. Il réalisa ainsi plus de 100 portraits sur papier en utilisant du lavis coloré, du crayon et de l'encre au cours de ses années à Hobart. Ces portraits subsistent de nos jours dans des musées publics et des collections privées dans toute l'Australie, certains étant restés dans les familles de ses modèles. Ils représentent des fonctionnaires, des professionnels et des membres de l'élite du début de la ville de Hobart. Son autoportrait est réalisé à cette époque. Wainewright bénéficia d'une grâce conditionnelle le 14 novembre 1846, mais décède d'apoplexie à l'hôpital de la ville de Hobart le 17 août de l'année suivante. Il est depuis enterré dans une tombe inconnue.

## Héritage
The Essays and Criticisms (les Essais et Critiques) de Wainewright furent publiés en 1880 en Angleterre, avec un récit de sa vie, par W. Carew Hazlitt. De plus, l'histoire de ses crimes donna à Charles Dickens l'idée de son histoire « Hunted Down » et à Edward Bulwer-Lytton, 1er baron Lytton son roman Lucretia . La personnalité de Wainewright, en tant qu'artiste et empoisonneur, a également intéressé Oscar Wilde dans « Pen, Pencil and Poison » (Plume, pinceau et poison,  publié dans le magazine The Fortnightly Review, en janvier 1889), et AG Allen, dans Twelve Bad Men (1894) de T. Seccombe.
Wainewright a fait l'objet de quatre études biographiques :  Mais The Fatal Cup: Thomas Griffiths Wainewright and the strange deaths of his relations de John Price Williams ( édition Markosia, Londres 2018) réexamine les empoisonnements et parvient à une conclusion différente quant à la culpabilité de Wainewright. D'autres études existent comme Janus Weathercock de Jonathan Curling (Thomas Nelson and Sons, Londres, 1938), Wainewright in Tasmania de Robert Crossland (OUP, Melbourne, 1954) et la biographie créative du poète Andrew Motion, Wainewright the Poisoner (2000). Arthur Conan Doyle mentionne également Wainewright dans la nouvelle de Sherlock Holmes « L'illustre Client »  comme « un artiste hors pair », mais il écrit son nom sans le « e » du milieu.
Sa vie fut mise en scène dans la pièce Portrait of a Gentleman, pièce radiophonique australienne en 1940, où il fut interprété par Peter Finch.
Il y a eu une autre pièce radiophonique à son sujet , The Forger, par Hal Porter . Ce dernier a romancé la vie de Wainewright dans son roman The Tilted Cross.
Wainewright a également été l'objet du dix-septième épisode de la série télévisée Thriller, « The Poisoner » (diffusé le 10 janvier 1961), dans lequel Murray Matheson jouait le rôle du tueur et Sarah Marshall, grande vedette, jouait sa femme.